# آناماریا وارتولومئی
آناماریا وارتولومئی (رومانیایی: Anamaria Vartolomei؛ زادهٔ ۹ آوریل ۱۹۹۹) بازیگر اهل رومانی و فرانسه است.
از فیلم‌هایی که وی در آن‌ها نقش داشته‌است، می‌توان به شاهزاده کوچک من اشاره نمود.